# Podhorodno
Podhorodno (ukr. Підгороднє, Pidhorodnie) – wieś na Ukrainie w rejonie kowelskim należącym do obwodu wołyńskiego.
Znajdują tu się przystanki kolejowe Podhorodno I i Podhorodno II, położone na linii Kowel – Jagodzin.
Do 2020 w rejonie lubomelskim.